# Таволето
Таволѐто (на италиански: Tavoleto, на местен диалект el Tavlèt, ел Тавълет) е село и община в Централна Италия, провинция Пезаро и Урбино, регион Марке. Разположено е на 426 m надморска височина. Населението на общината е 926 души (към 2010 г.).